# 29657 Andreali
29657 Andreali è un asteroide della fascia principale. Scoperto nel 1998, presenta un'orbita caratterizzata da un semiasse maggiore pari a 2,3823320 UA e da un'eccentricità di 0,1643299, inclinata di 2,34859° rispetto all'eclittica.